# Trojany

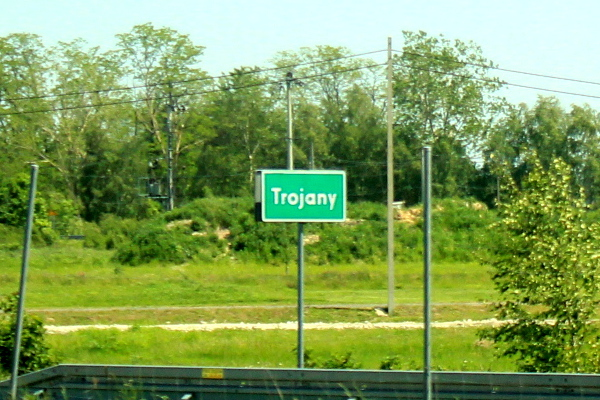

Trojany är en by i Masovien i centrala Polen, belägen 15 km norr om Wołomin och 36 km nordost om Warszawa. Trojany har cirka 490 invånare (2014).